# Dendrexetastes
Dendrexetastes is een geslacht van zangvogels uit de familie ovenvogels (Furnariidae). De enige soort:
- Dendrexetastes rufigula – Bruinkeelmuisspecht